# Liste der Monuments historiques in Orrouy
Die Liste der Monuments historiques in Orrouy führt die Monuments historiques in der französischen Gemeinde Orrouy auf.

## Liste der Bauwerke
| Bezeichnung                                 | Beschreibung                  | Standort | Kennzeichnung | Schutzstatus | Datum | Bild           |
| ------------------------------------------- | ----------------------------- | -------- | ------------- | ------------ | ----- | -------------- |
| Ruine der romanischen Kapelle von Champlieu | Erbaut im 11./12. Jahrhundert | (Lage)   | PA00114795    | Classé       | 1923  | weitere Bilder |
| Kirche St-Rémi                              | Erbaut im 12. Jahrhundert     | (Lage)   | PA00114796    | Classé       | 1920  | weitere Bilder |
| Katakomben von Champlieu                    | Mittelalter                   | (Lage)   | PA00114798    | Inscrit      | 1965  |                |
| Gallo-römische Ruinen                       | 2. Jahrhundert                | (Lage)   | PA00114797    | Classé       | 1846  | weitere Bilder |
| Schloss                                     | Erbaut im 15. Jahrhundert     | (Lage)   | PA00114978    | Inscrit      | 1989  | weitere Bilder |

## Liste der Objekte

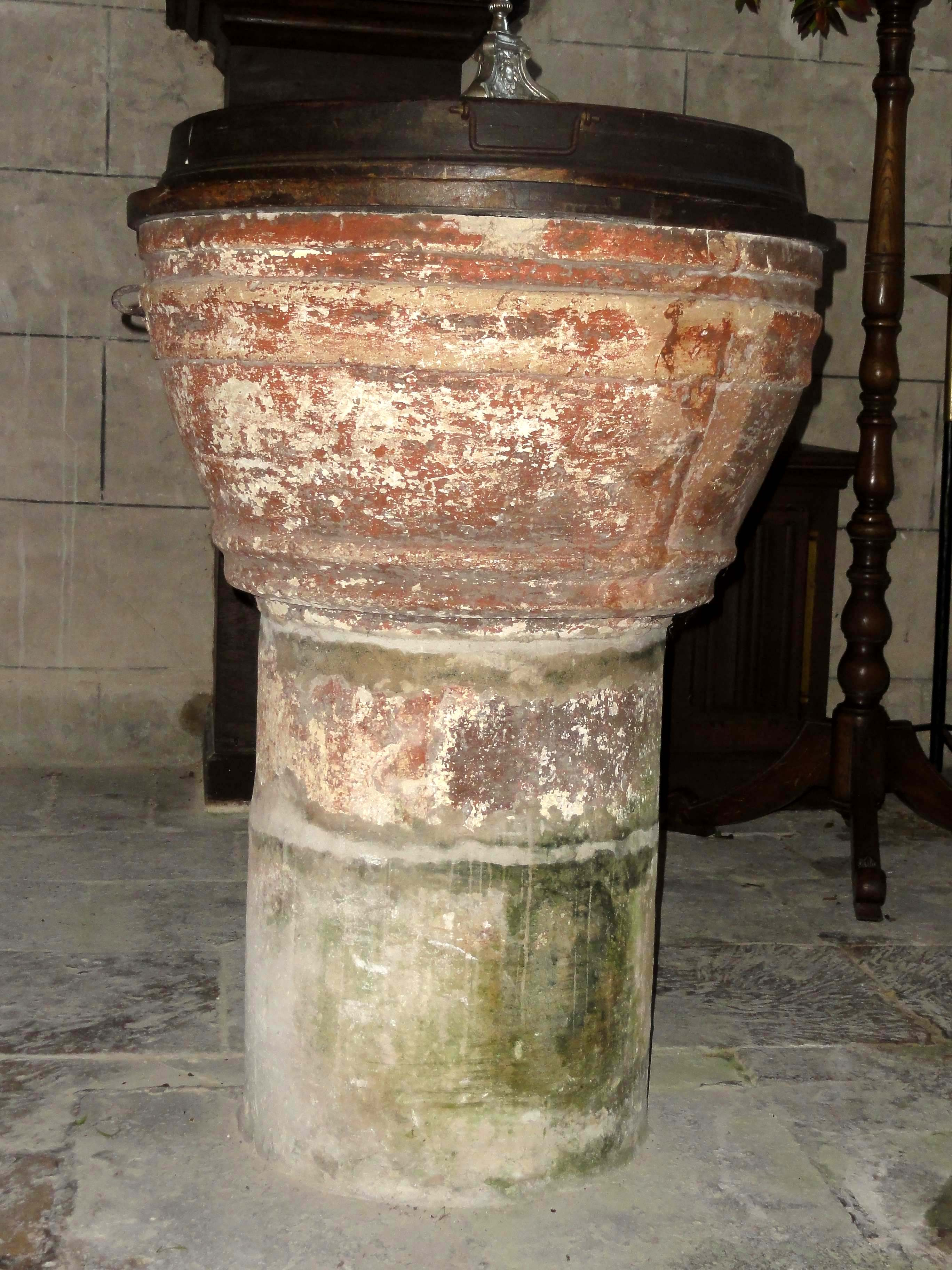
Taufbecken in Orrouy

- Monuments historiques (Objekte) in Orrouy in der Base Palissy des französischen Kultusministeriums

Siehe auch: Taufbecken (Orrouy)